# Welschenrohr

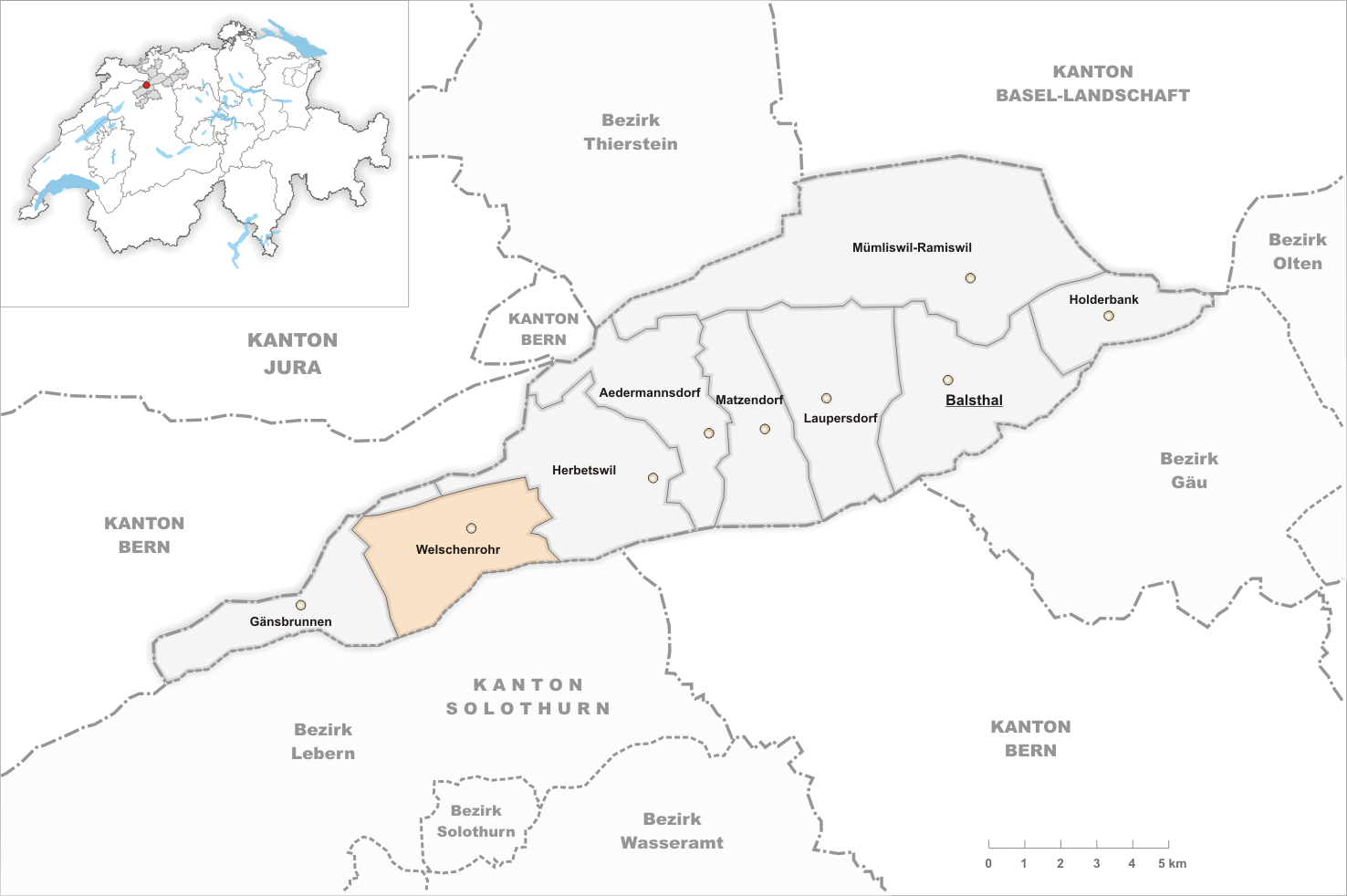
Gemeindestand vor der Fusion am 1. Januar 2021

Welschenrohr ist eine Ortschaft in der Gemeinde Welschenrohr-Gänsbrunnen im Bezirk Thal des Kantons Solothurn in der Schweiz. Der französische Name lautet Rosières. Am 1. Januar 2021 fusionierte Welschenrohr mit Gänsbrunnen zur neuen Gemeinde Welschenrohr-Gänsbrunnen.

## Geographie
Welschenrohr liegt auf 679 m ü. M., 13 km westsüdwestlich des Bezirkshauptortes Balsthal und 8 km nördlich der Kantonshauptstadt Solothurn (Luftlinie). Das ehemalige Strassenzeilendorf erstreckt sich auf der nördlichen Seite der Dünnern in einer breiten Talmulde, am Nordfuss der Weissensteinkette im Solothurner Jura.
Die Fläche des ehemaligen, 13,0 km² grossen Gemeindegebiets umfasst einen Abschnitt im westlichen Teil des Balsthaler- oder Dünnerntals, eines Längstals im Solothurner Jura. Den zentralen Teil des Gebietes bildet die breite Talebene der Dünnern, die an den Jurahängen westlich von Welschenrohr entspringt. Während die westliche Grenze quer durch das Tal gezogen wurde, verlief die östliche Grenze im Bereich des Hammerrains, eines Talriegels, der die Mulde von Welschenrohr vom rund 150 m tiefer gelegenen Hauptteil des Balsthalertals trennt. Von Norden her mündet bei diesem Riegel die Wolfsschlucht.
Nach Norden erstreckte sich der Gemeindeboden über einen zunächst sanft ansteigenden Wiesenhang, der oberhalb von etwa 800 m ü. M. in einen steilen Waldhang übergeht, bis auf die Antiklinale der Harzerkette. Die Grenze verlief hier nicht auf der Wasserscheide, sondern auf der markanten Krete aus Malmkalk, die durch die Harzerschlucht in einen westlichen Teil (im Schwang 1239 m ü. M.) und einen östlichen Teil (im Rinderberg 1186 m ü. M.) aufgeteilt wird. Als Wahrzeichen von Welschenrohr gilt die Fluh, eine langgezogene schroffe Felswand am Südhang des Rinderberges zwischen dem Harzergraben und der Wolfsschlucht.
Auch auf der Weissensteinkette lag die Südgrenze von Welschenrohr nicht auf dem Kamm, sondern auf der Malmkalkkrete. Zum Gemeindebann gehörten der Schitterwald am Nordabhang des Hächlers, auf dem mit 1282 m ü. M. der höchste Punkt von Welschenrohr erreicht wird, und der Solmattwald am Nordhang des Chamben. Dazwischen befinden sich die Erosionstäler von Schofbach und Chrütlibach (beide münden bei Welschenrohr in die Dünnern), welche im Lauf der Zeit tiefe Gräben in die Jurakette eingesenkt haben. Von der Gemeindefläche entfielen 1997 5 % auf Siedlungen, 59 % auf Wald und Gehölze, 35 % auf Landwirtschaft, und etwas mehr als 1 % war unproduktives Land.
Zu Welschenrohr gehörten zahlreiche Einzelhöfe im Tal und am Sonnenhang oberhalb des Dorfes. Nachbargemeinden waren Herbetswil, Balm bei Günsberg, Rüttenen, Oberdorf und Gänsbrunnen.

## Bevölkerung
Mit 1088 Einwohnern (Stand 31. Dezember 2020) gehörte Welschenrohr zu den mittelgrossen Gemeinden des Kantons Solothurn. Die Bevölkerungszahl belief sich 1850 auf 721 Einwohner, 1900 auf 893 Einwohner. Im Verlauf des 20. Jahrhunderts stieg die Bevölkerungszahl bis 1960 kontinuierlich auf 1476 Personen an. Aufgrund der Wirtschaftskrise kam es während der 1970er-Jahre zu einer starken Abwanderung, die Bevölkerung nahm bis 1980 um 25 % auf 1114 Personen ab. 
Einwohnerzahlen: Volkszählungsdaten
Trotz der Lage im Solothurner Jura und Rosières als französischem Ortsnamen ist die Amtssprache in Welschenrohr Deutsch. Im Jahr 2000 gaben 94,4 % der Einwohner als Hauptsprache deutsch an. Als Alltagssprache dominieren die Solothurner Dialekte.

## Wirtschaft
Welschenrohr war früher ein vorwiegend durch die Landwirtschaft geprägtes Dorf, doch bereits im 17. Jahrhundert entwickelten sich Eisenschmelzen und später eine Glaserei. Die Wasserkraft des Schofbachs und der Dünnern wurde früher für den Betrieb mehrerer Mühlen genutzt. Gegen Ende des 19. Jahrhunderts fasste die Uhrenindustrie Fuss im Dorf, die bis zur Schliessung der Uhrenfabriken Tourist während der Uhrenkrise in den späten 1960er-Jahren und Technos (Gebrüder Gunzinger) im Jahr 1980 die Wirtschaftsstruktur dominierte. Welschenrohr war also lange Zeit eines der Zentren der Solothurner Uhrenindustrie.
Noch heute haben der Ackerbau und der Obstbau (in den tieferen Lagen) sowie die Milchwirtschaft und die Viehzucht einen gewissen Stellenwert in der Erwerbsstruktur der Bevölkerung. Zahlreiche Arbeitsplätze sind im Gewerbe und im Dienstleistungssektor vorhanden. In Welschenrohr sind heute Betriebe der elektronischen Industrie, der Präzisionsmechanik, des Baugewerbes, der Holzverarbeitung, des Maschinenbaus, der pharmazeutischen Industrie und Druckereien vertreten.

## Verkehr
Die Ortschaft ist verkehrsmässig recht gut erschlossen. Sie liegt an der Hauptstrasse von Oensingen nach Moutier. Durch einen Postautokurs, der die Strecke von Balsthal nach Gänsbrunnen bedient, ist Welschenrohr an das Netz des öffentlichen Verkehrs angeschlossen.

## Geschichte
Die erste Erwähnung des Ortes Rore erfolgte 1179 durch Papst Alexander III. In der Urkunde an das Chorherrenstift Münster-Granfelden bestätigte er dessen Besitzungen. In dieser Bulle des Papstes steht zu lesen: «Villam de Rore cum capella et maiore parte decimarum.» (Das Dörfchen Rore mit einer Kapelle und dem grössten Teil des Zehnten).
1439 erschien die Bezeichnung Welschen Ror. Von 1444 ist der französische Name Rosières überliefert. Nach einer älteren Auffassung geht der Ortsname auf das lateinische Wort rosaria zurück, das ein Gebiet bezeichnet, auf dem Schilf und Binsen wachsen. Das Adjektiv welsch (romanisch) wurde erst relativ spät hinzugefügt, um eine Unterscheidung von anderen Ortschaften desselben Namens zu verdeutlichen. Nach der Auffassung des Namensforschers Rolf Max Kully ist der Name deutschen Ursprungs «za demu rore» und bedeute beim Röhricht.
Seit der ersten Nennung war Welschenrohr im Besitz der Abtei Moutier-Grandval. Als Lehen des Bischofs von Basel gelangte das Dorf 1427 in Abhängigkeit von Solothurn, das von nun an die hohe Gerichtsbarkeit ausübte. Durch Kauf kam Welschenrohr 1569 mit allen Rechten (Kirchensatz, Zehnten, niedere Gerichtsbarkeit) an Solothurn und wurde der Landvogtei Falkenstein zugeordnet. Der nächste Gerichtsort war Matzendorf.
Nach dem Zusammenbruch des Ancien Régime (1798) wurde Welschenrohr dem Bezirk Balsthal-Thal zugeteilt. Mit der Gründung der Société d’horlogerie à Rosières SA im Jahr 1891 entwickelte sich das Dorf zu einem Zentrum der solothurnischen Uhrenindustrie. Besonders nach dem Zweiten Weltkrieg blühte die Uhrenfabrikation auf. Zur Zeit der Hochkonjunktur waren mehr als 600 Arbeiter in den Uhrenwerken beschäftigt. Die Krise der 1970er-Jahre führte zur Schliessung der ehemals acht Fabriken und zu einem deutlichen Bevölkerungsverlust. 1980 stellte die letzte Uhrenfabrik ihren Betrieb ein.

Luftbild 1948
Luftbild 1955
Luftbild 1957
Luftbild 1962

## Sehenswürdigkeiten
Die katholische Kirche Sankt Theodul wurde von 1673 bis 1677 erbaut und 1928 erweitert. Sie steht an der Stelle der früheren Sankt-Nikolauskapelle, welche dem Kloster Moutier-Grandval gehörte. Seit 1604 bildet Welschenrohr auch eine selbständige Pfarrei. Die reformierte Kirche ist ein moderner Bau, der 1962 eingeweiht wurde.
Im Ortskern sind einige charakteristische Bauernhäuser aus dem 18. und 19. Jahrhundert erhalten. An der Dünnern steht die Lochmühle, die mittlerweile restauriert wurde und besichtigt werden kann.
Eine Natursehenswürdigkeit bildet das Bärenloch, eine Höhle in der Fluh oberhalb von Welschenrohr, die von zwei Naturbrücken überspannt ist. Östlich des Dorfes befindet sich der Eingang zur Wolfsschlucht. Das Gebiet entlang des dortigen Wanderweges ist ein kantonales Naturschutzreservat. Ein Grossteil der Wege, Stufen und Bachübergänge wurden über einige Jahre hinweg von Wilhelm  Allemann (1913–2002) angelegt.

## Wisent-Testherde in betreuter Halbfreiheit
Schweizer Naturschützer und Zoologen diskutierten die Wiederansiedlung von Wisenten im Naturpark Thal, denn in Welschenrohr und Umgebung liegt eines der grössten zusammenhängenden Waldgebiete der Schweiz. Man erhoffte sich davon auch eine gewisse Anziehungskraft auf Touristen. Im Juni 2020 wurde bekannt, dass für dieses Projekt ein Gelände in der Nähe der Sollmatt ausgewählt wurde. In einem weiträumigen Gehege – mit sowohl offenen wie bewaldeten Zonen – wurden im September 2022 vorerst fünf Wisente für zwei Jahre zur Eingewöhnung ausgesetzt. Bereits im Juli 2023 wurde das erste Kalb geboren; somit seit rund 1000 Jahren die erste Wisentgeburt in der Schweiz.

## Wappen
Schräglinks geteilt von Rot und Weiss, belegt mit liegendem Flösser-Bundhaken in gewechselten Farben.

## Persönlichkeiten
- Evi Allemann (* 1978), Politikerin
- Jean-Claude Bastos de Morais (* 1967), Fondsmanager
- Richard Friedli (* 1937), emeritierter Professor für Religionswissenschaft
- Anton Gunzinger (* 1956), Elektroingenieur
- Stefano Prada (* 1973), House-Produzent
- Hausi Straub (1928–2024), Musiker

## Bilder

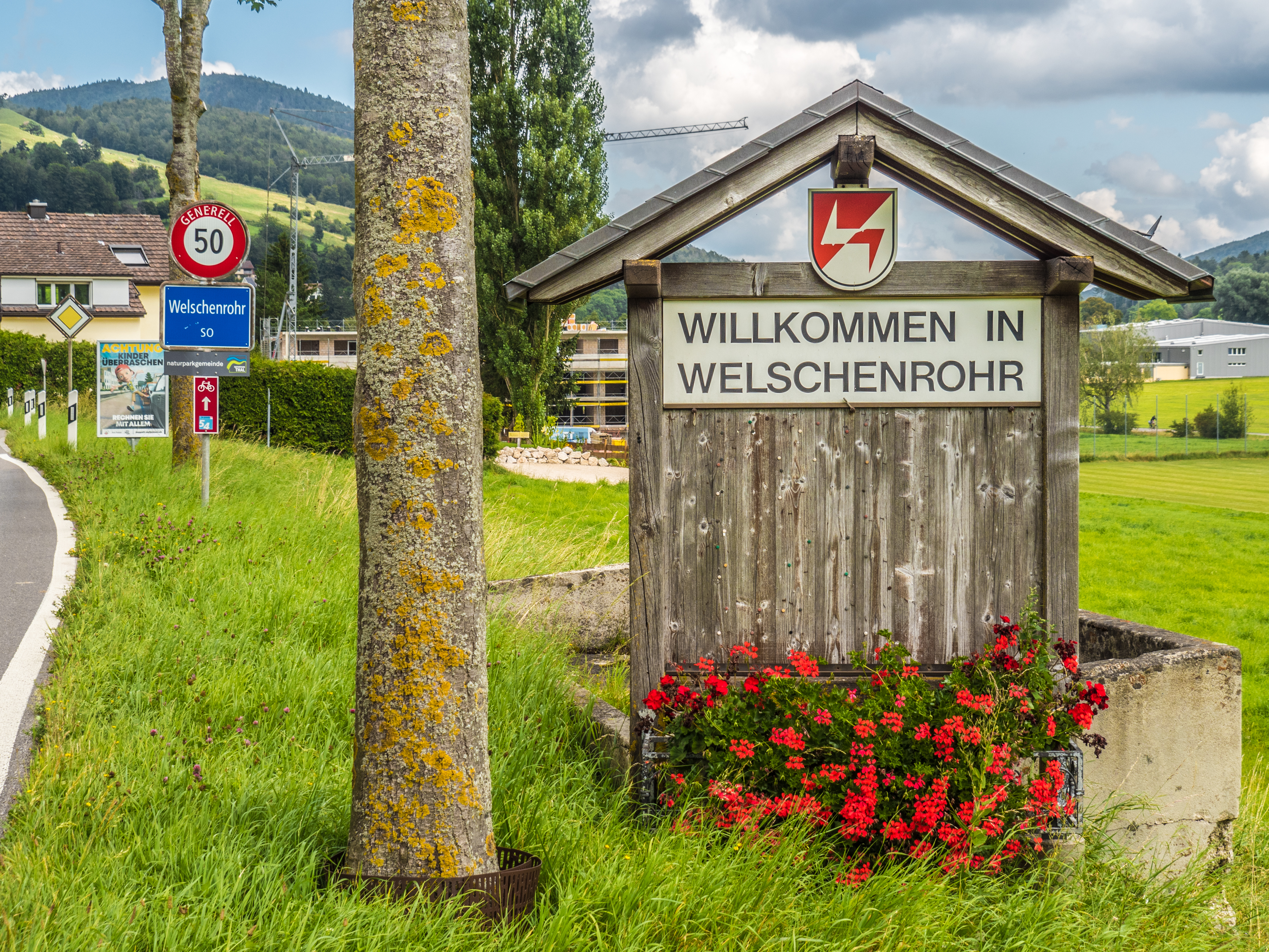
Dorfeinfahrt aus westlicher Richtung
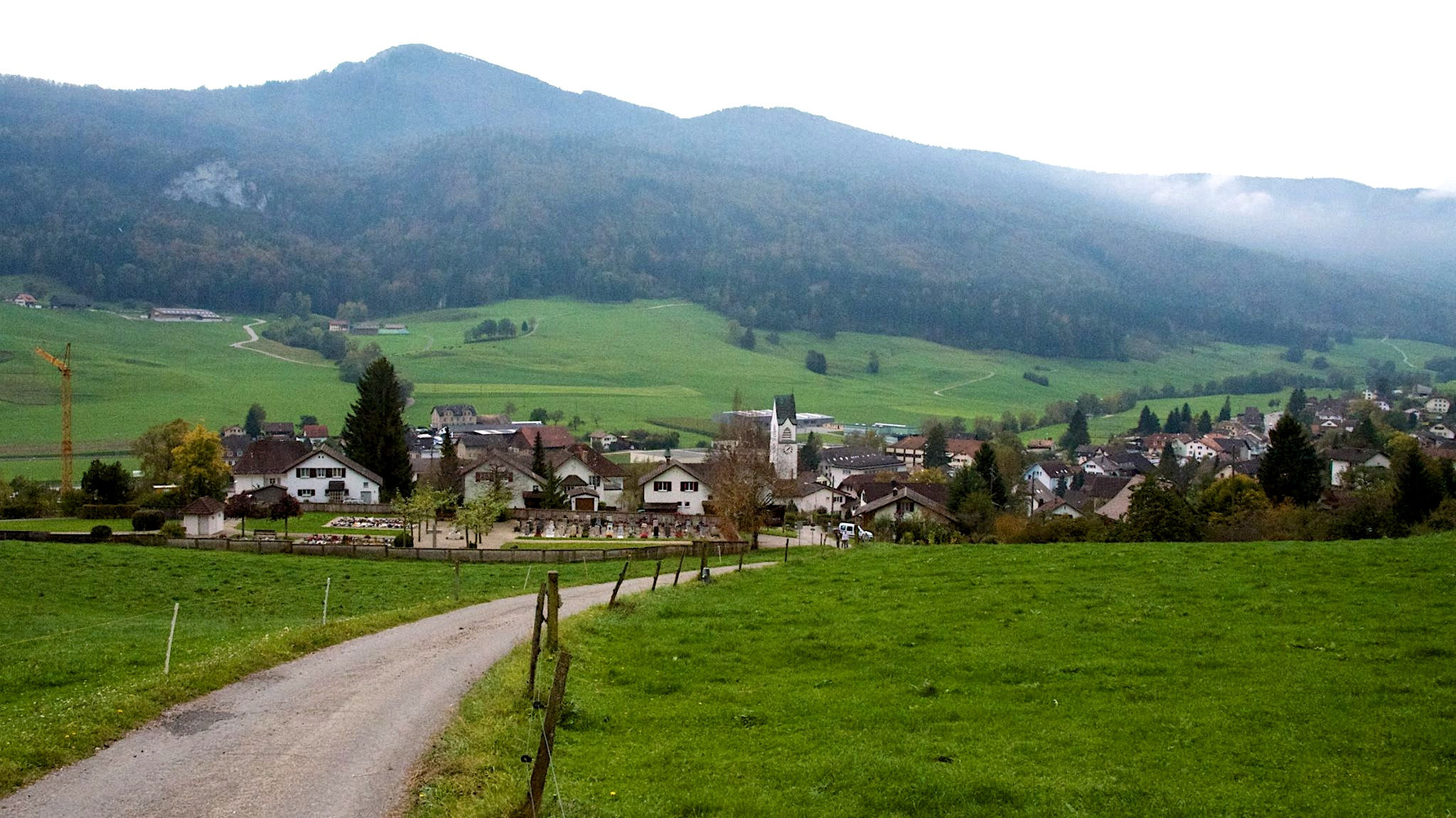
Ansicht aus nördlicher Richtung
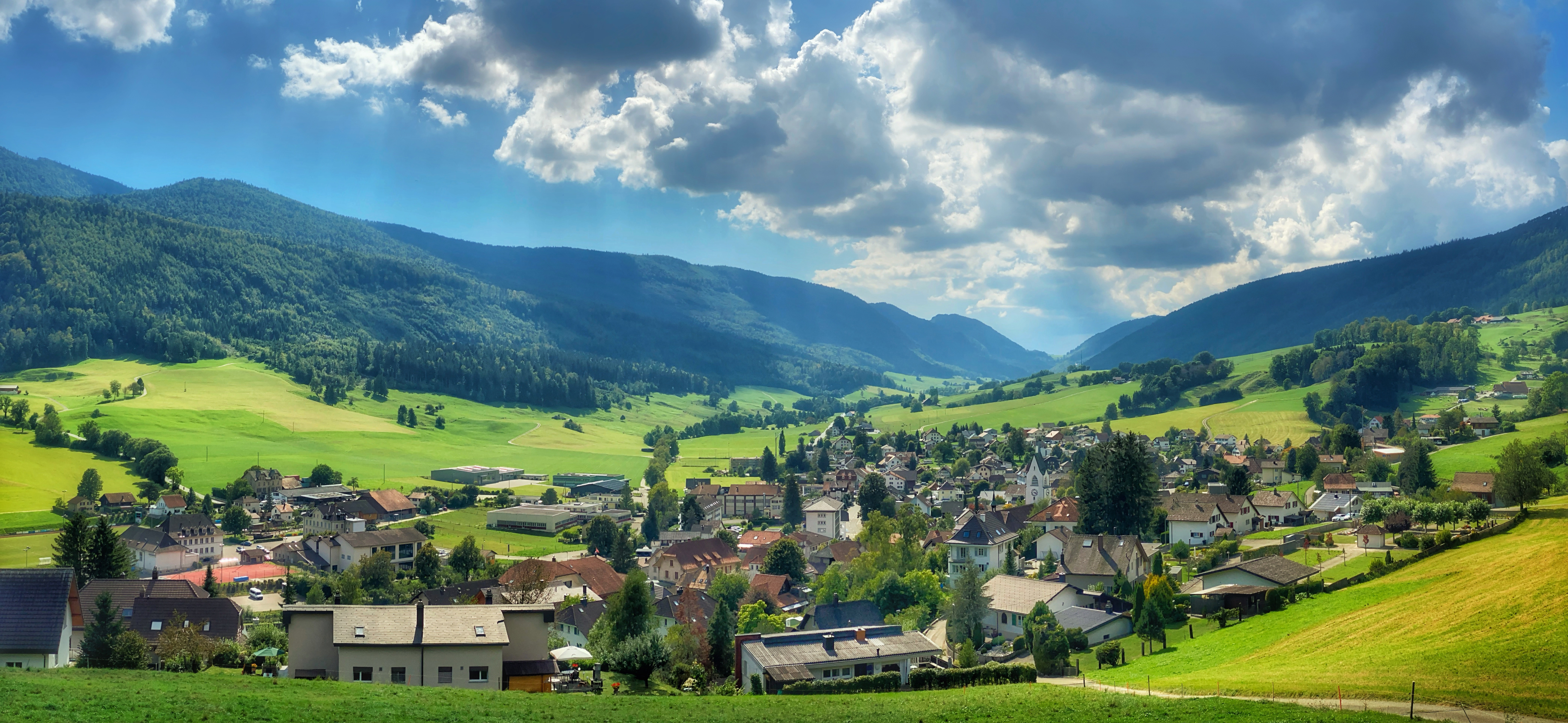
Ansicht aus östlicher Richtung
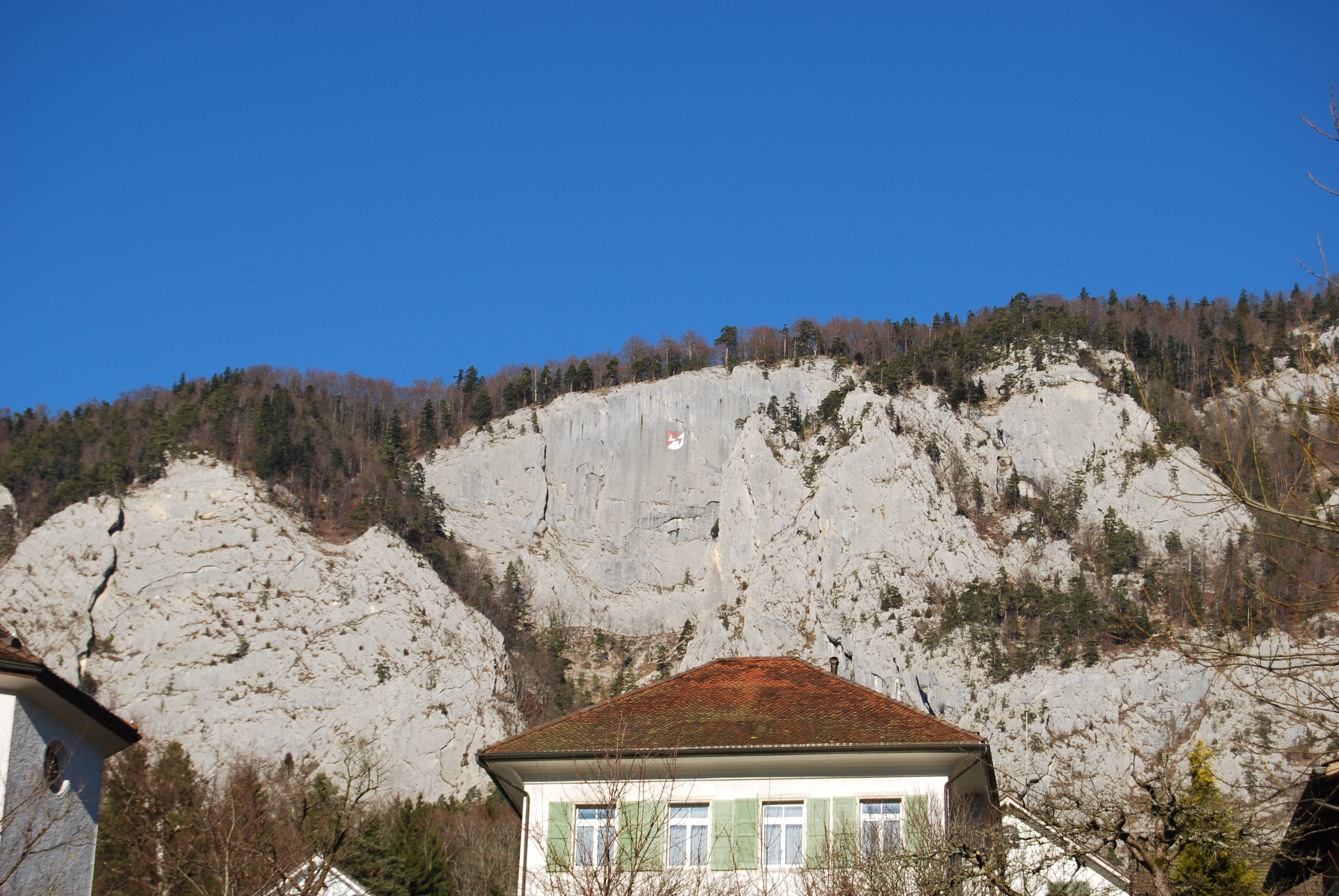
Die Fluh (mit Wappen von Welschenrohr)
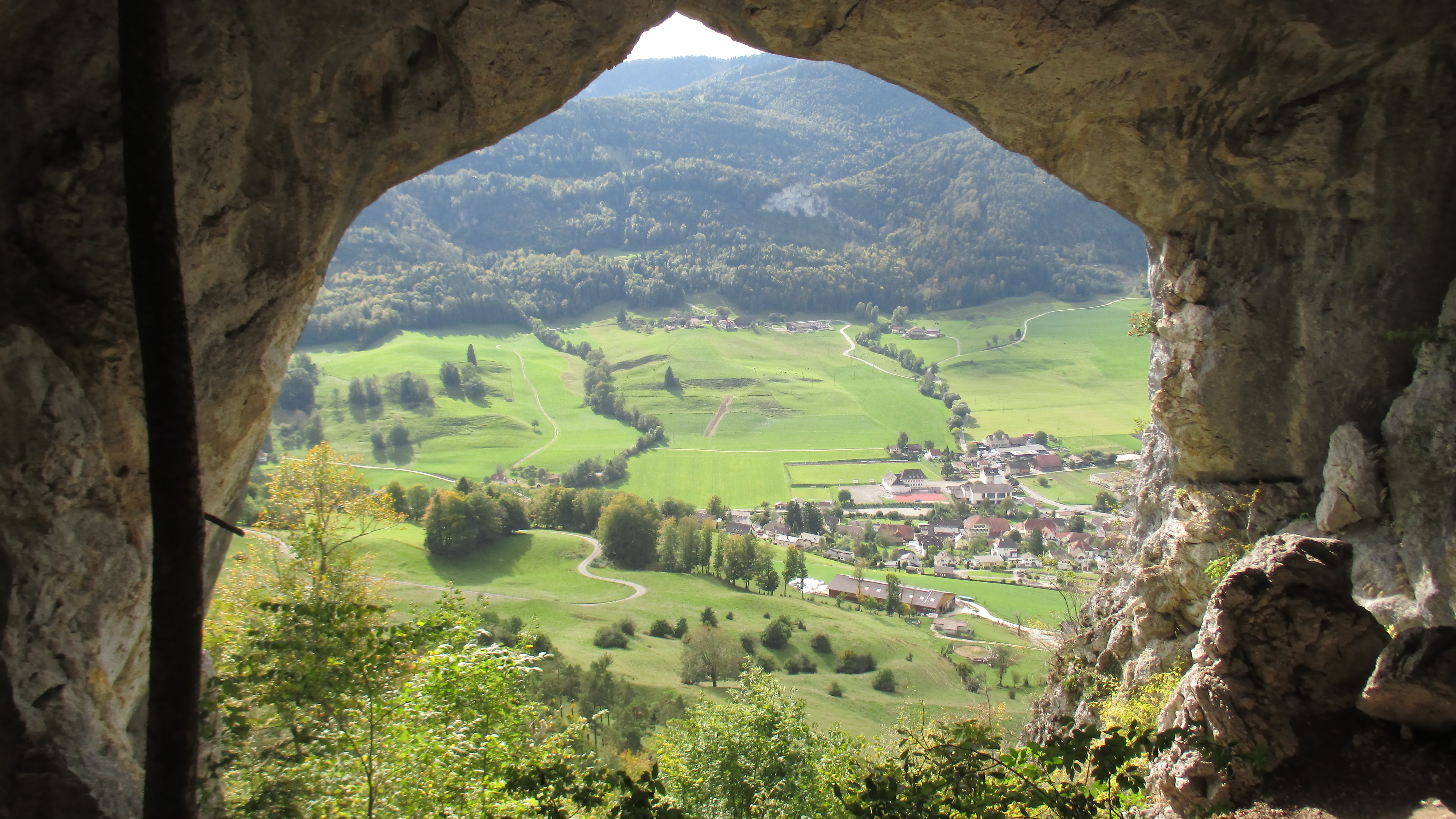
Aussicht aus dem Bärenloch
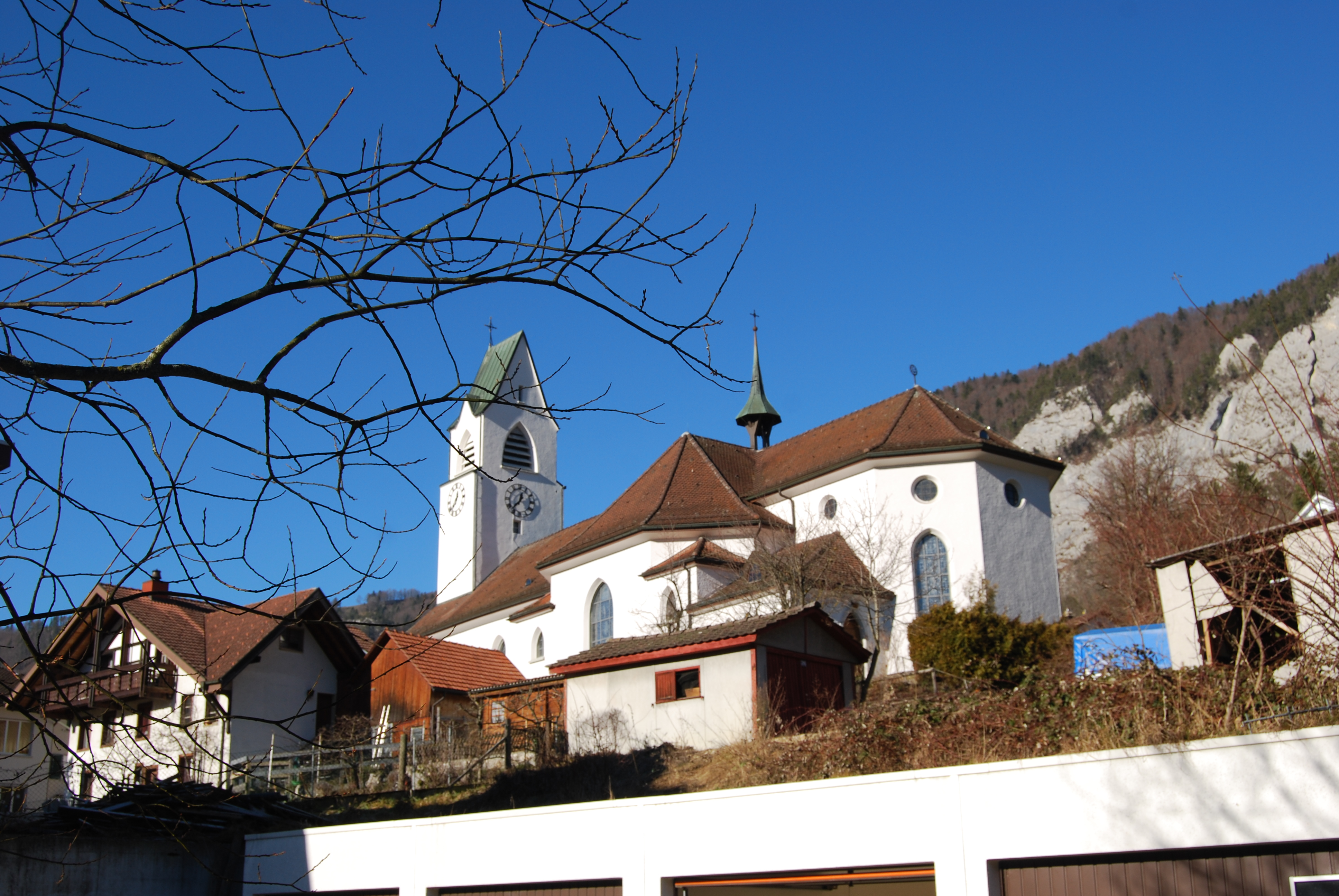
Katholische Kirche
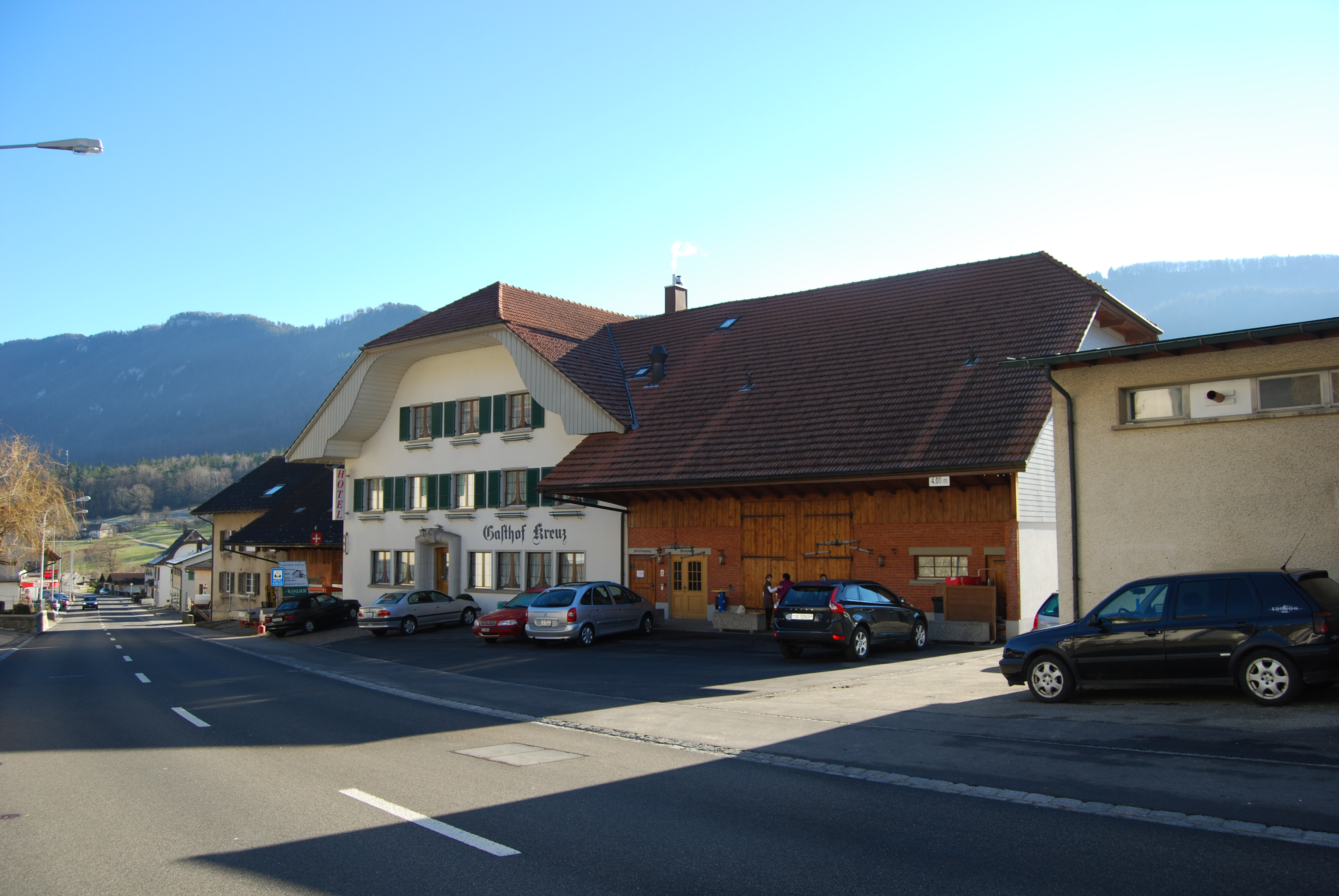
Ehemaliges Gasthaus Kreuz
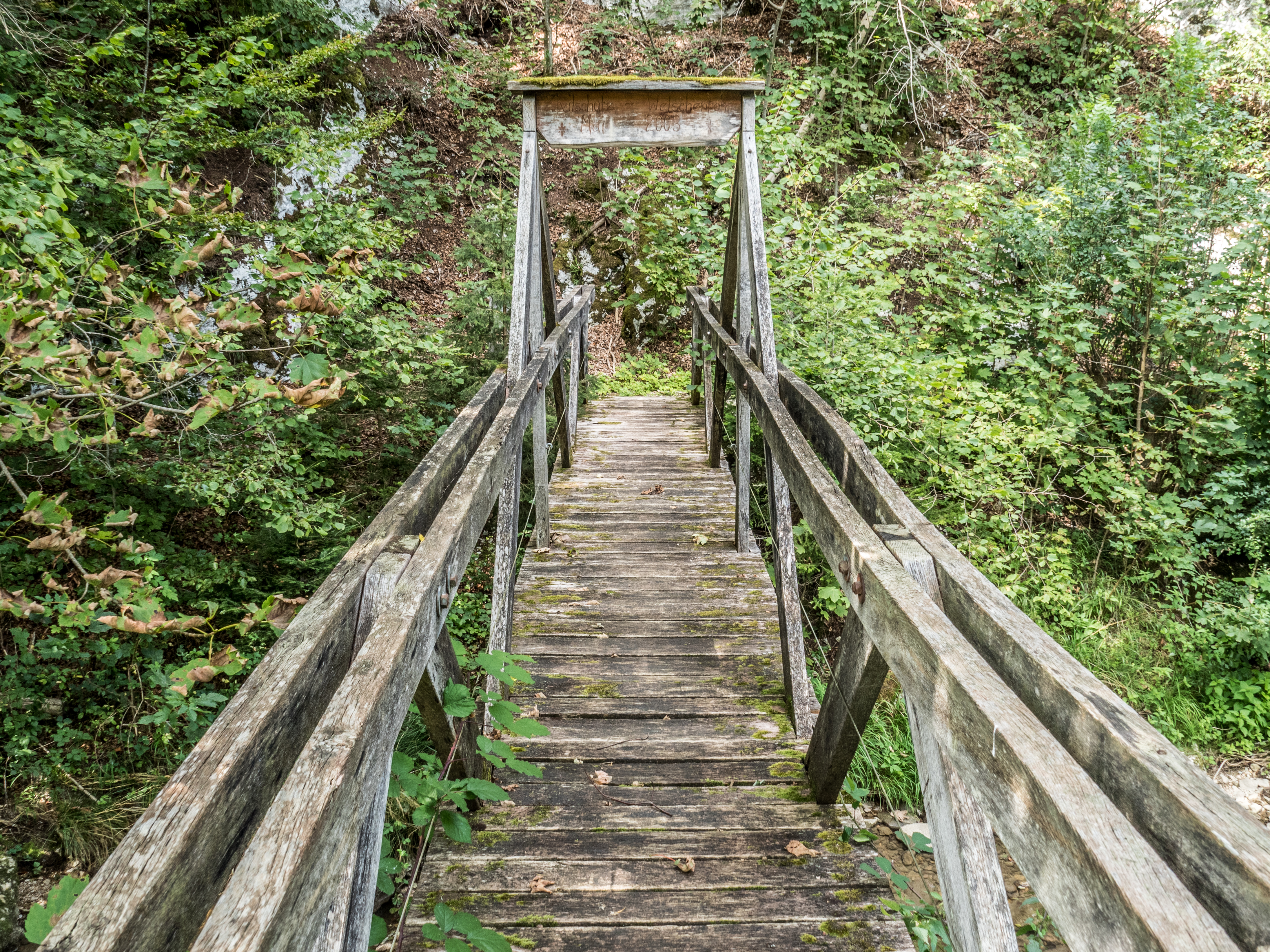
Mühle-Steg über die Dünnern
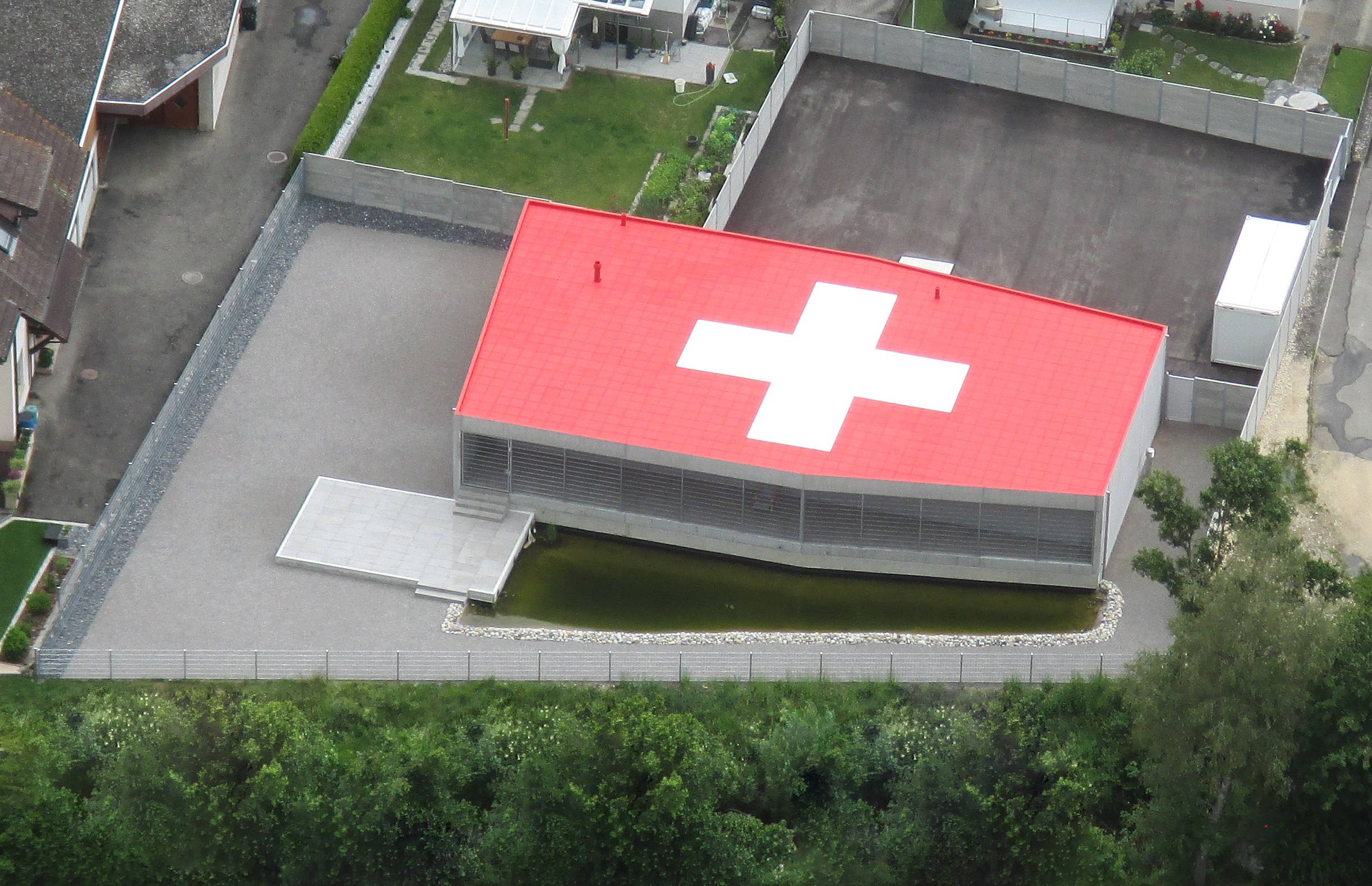
Haus mit Schweizerkreuz auf dem Flachdach